# 串間市立大束中学校
串間市立大束中学校（くしましりつ おおつかちゅうがっこう）は、かつて宮崎県串間市大字大平にあった公立の中学校。
2017年（平成29年）3月末をもって閉校となり、同年4月より「串間市立串間中学校」に統合された。

## 概要
歴史
1947年（昭和22年）の学制改革により、新制中学校として創立。2017年（平成29年）3月末をもって閉校となり、串間市内の中学校6校（福島・北方・大束・本城・市木・都井）すべての統合により、串間市立串間中学校（校地は旧・福島中）となった。
校章
中央に「中」の文字を配している。
校歌
通学区域
- 串間市立大束小学校区
- 串間市立大平小学校区

## 沿革
- 1947年（昭和22年）- 学制改革が行われる（六・三制の実施）。
  - 4月1日 - 大束国民学校の初等科が、新制小学校「大束村立大束小学校」に改組・改称。
  - 4月30日 - 大束国民学校の高等科と大束青年学校の普通科が統合の上、新制中学校「大束村立大束中学校」に改組・改称。
  - 5月8日 - 開校式および入学式を挙行。初代校長に国分三郎が就任。
  - 9月 - PTAが発足。
- 1948年（昭和23年）
  - 3月31日 - 大束青年学校が廃止される。
  - 6月 - 第一校舎（南校舎）が完成。
  - 9月 - 第二校舎（中校舎）が完成。
- 1951年（昭和26年）8月 - 第三校舎（特別教室）が完成。
- 1952年（昭和27年）10月 - 第四校舎が完成。校旗を制定。
- 1954年（昭和29年）11月3日 - 串間市の発足により、「串間市立大束中学校」（最終名）に改称。
- 1958年（昭和33年）10月 - 校舎を整備。
- 1960年（昭和35年）
  - 5月 - 体育館が完成。
  - 10月 - 第五校舎が完成。
- 1963年（昭和38年）12月 - 技術室を新設。
- 1967年（昭和42年）4月 - 特殊学級を設置。
- 1968年（昭和43年）2月 - 特殊学級作業室が完成。
- 1971年（昭和46年）3月 - 新校舎が完成。
- 1973年（昭和48年）8月 - 教室を移転・改装。
- 1978年（昭和53年）
  - 3月 - 管理棟が完成。
  - 8月 - 剣道部・女子卓球部、1976年（昭和51年）から1978年（昭和53年）まで3回連続全国大会に出場。
- 1980年（昭和55年）3月 - 運動場にフェニックスを植樹。
- 1981年（昭和56年）3月 - プールが完成。
- 1982年（昭和57年）3月 - 新体育館が完成。
- 1984年（昭和59年）4月 - 特殊学級を再置。
- 1992年（平成4年）3月 - コンピュータ18台を導入。
- 1997年（平成9年）2月 - 新校舎（東棟・南棟）が完成。
- 2009年（平成21年）9月 - 大束小学校と第1回合同運動会を実施。
- 2011年（平成23年）1月 - 新燃岳噴火に伴う降灰被害を受ける。
- 2017年（平成29年）3月31日 - 串間市立串間中学校への統合により、閉校。70年の歴史に幕を閉じる。

## 著名な関係者
- 加治屋蓮 - プロ野球選手、福岡ソフトバンクホークス-阪神タイガース

## 交通アクセス
最寄りの鉄道駅
- JR九州 日南線 「日向大束駅」から2.2km 揚原バス停下車。

最寄りのバス停留所
- 串間市コミュニティバスよかバス 「揚原」停留所

最寄りの幹線道路
- 宮崎県道・鹿児島県道3号日南志布志線・宮崎県道34号都城串間線 「揚原」交差点

## 周辺
- 大束地区多目的運動公園
- 串間市立大束小学校